# Tempio della Gens Flavia

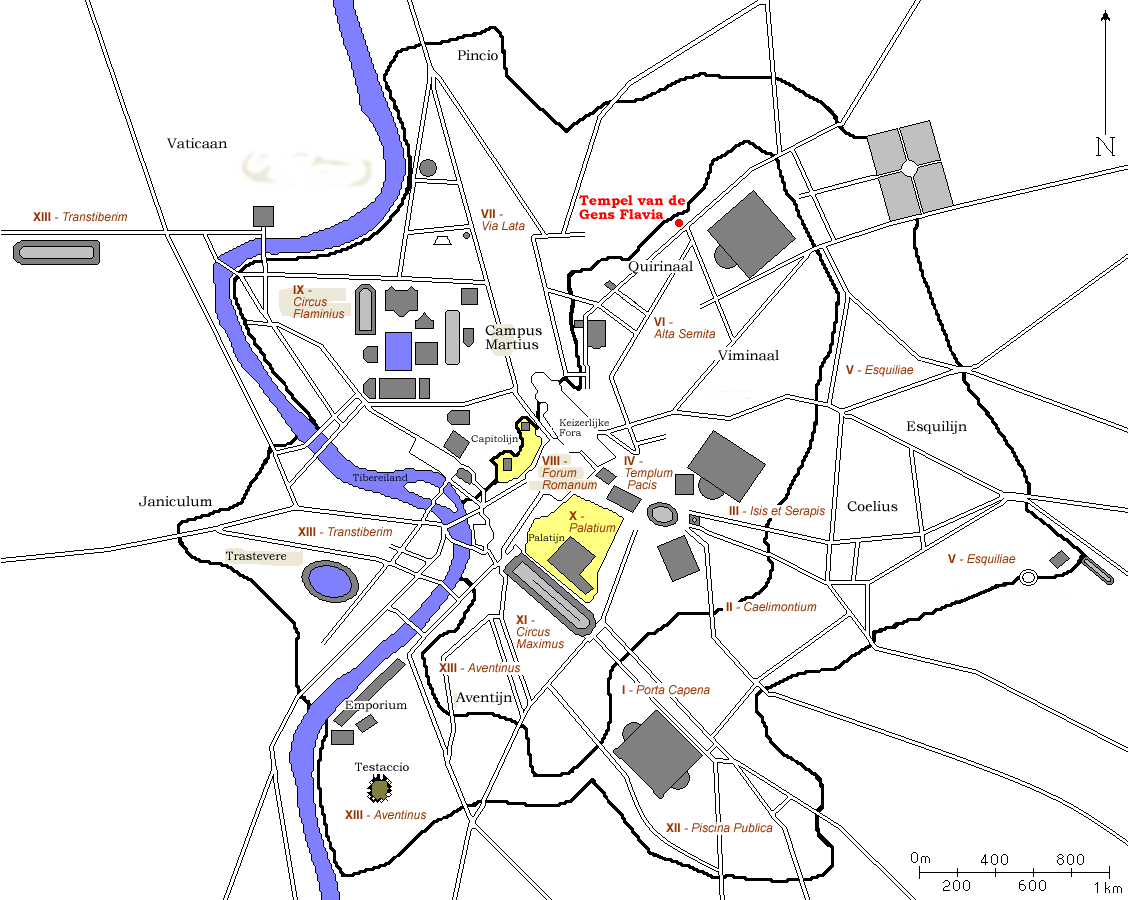
Supposta localizzazione

Il tempio della gens Flavia (in latino Templum Gentis Flaviae) era un tempio dell'antica Roma situato sul colle Quirinale in posizione ancora non del tutto certa.

## Storia e descrizione

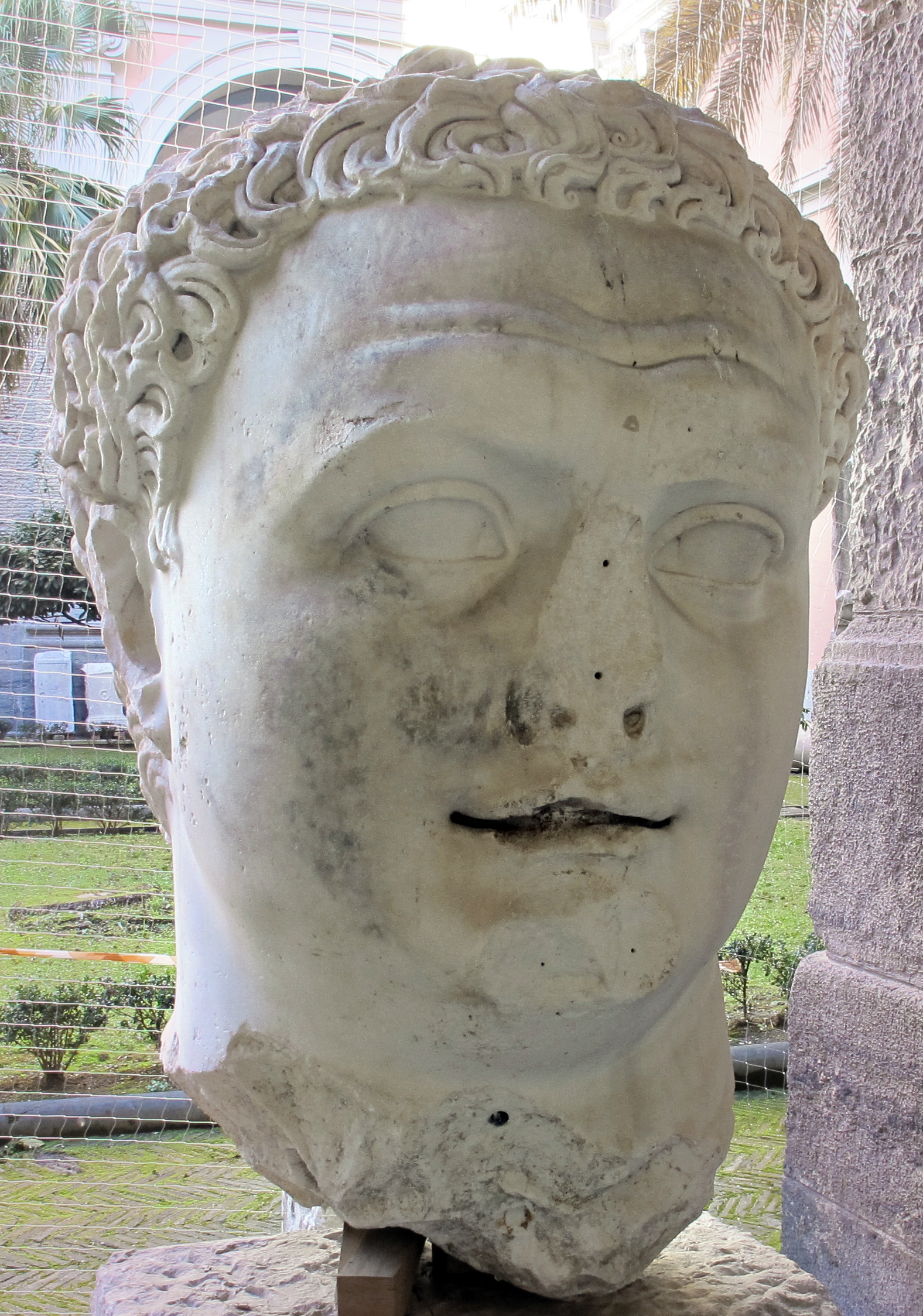
Testa colossale di Tito, originariamente nel tempio e ora conservata al Museo Archeologico Nazionale di Napoli

Fu costruito da Domiziano, sul sito della casa di suo padre Vespasiano, in cui egli stesso era nato, e consisteva di un mausoleo in cui furono sepolti i membri della famiglia imperiale e in un tempio, inseriti all'interno di un recinto sacro.
In passato era stata avanzata l'ipotesi che si trovasse sotto la Caserma dei Corazzieri del palazzo del Quirinale, dove sono stati scavati vari resti: un tratto di Mura serviane, un podio di un tempio e un edificio templare dell'età flavia. Quest'ultimo edificio, dotato di ninfeo con mosaici parietali di quarto stile era forse la casa privata di Vespasiano, mentre il podio potrebbe essere pertinente al tempio della gens Flavia, come sembra avvalorare anche una fistula trovata nelle vicinanze con il nome di Flavio Sabino, fratello di Vespasiano.
Una più recente ipotesi, secondo la quale la casa di Vespasiano era prossima ma non identica a quella del fratello, identifica il tempio con resti rinvenuti sotto le terme di Diocleziano (tra l'aula ottagona e la chiesa di San Bernardo alle Terme), eliminati in occasione della costruzione del complesso, ad eccezione dell'edificio centrale, rimasto in vista nel recinto delle stesse terme. I resti permettono di ipotizzare un esteso recinto porticato sui quattro lati, con esedre alternativamente circolari e rettangolari sporgenti dal muro di fondo. Al centro un ampio podio che doveva sorreggere un edificio di forma oggi sconosciuta. Dalla decorazione del complesso provengono una testa colossale di Tito oggi al Museo archeologico nazionale di Napoli, rinvenuta nelle vicinanze, e i frammenti di rilievi del cosiddetto "dono Hartwig", rinvenuti durante la costruzione dei portici dell'attuale piazza della Repubblica (che ripetono la pianta della grande esedra delle terme di Diocleziano).